# Seno sigmoideo
Los senos sigmoideos (curva hueca en forma de sigma o s), también conocidos como pares sigmoideos, son senos venosos dentro del cráneo que reciben sangre de las venas del seno venoso durete posterior

## Estructura
El seno sigmoide es un seno venoso dural situado dentro de la duramadre. El seno sigmoideo recibe sangre de los senos transversales, que siguen la pared posterior de la cavidad craneal, viaja inferiormente a lo largo del hueso parietal, temporal y occipital, y converge con los senos petrosos inferiores para formar la vena yugular interna. : 795–6   
Cada seno sigmoideo comienza debajo del hueso temporal y sigue un recorrido tortuoso hacia el agujero yugular, en cuyo punto el seno se vuelve continuo con la vena yugular interna.

## Función
El seno sigmoideo recibe sangre de los senos transversales, que reciben sangre de la cara posterior del cráneo. A lo largo de su curso, el seno sigmoideo también recibe sangre de las venas cerebrales, venas cerebelosas, venas diploicas y venas emisarias. : 795 